# Aguachica
Aguachica ist eine Gemeinde (municipio) im Departamento Cesar in Kolumbien. Die Gemeinde ist die zweitwichtigste des Departamentos und liegt in der Región Caribe.

## Geographie
Aguachica liegt im Süden von Cesar, ungefähr 300 Kilometer südlich von Valledupar. Aguachica liegt auf einer Höhe zwischen 50 und 200 Metern und hat eine Jahresdurchschnittstemperatur von 28 °C. Die Gemeinde grenzt im Norden an La Gloria und an El Carmen (Norte de Santander), im Süden an Río de Oro, San Martín und an Puerto Wilches (Santander), im Osten an Río de Oro und im Westen an Gamarra und Morales (Bolívar).

## Bevölkerung
Die Gemeinde Aguachica hat 96.667 Einwohner, von denen 84.830 im städtischen Teil (cabecera municipal) der Gemeinde leben (Stand: 2019).

## Geschichte
Aguachica wurde 1748 von José Lazaro de Rivera gegründet. Die Siedlung war rund um eine Hacienda namens San Roque entstanden. Seit 1914 hat Aguachica den Status einer Gemeinde.

## Wirtschaft
Die wichtigsten Wirtschaftszweige von Aguachica sind Landwirtschaft, landwirtschaftliche Produkte verarbeitende Industrie und Handel.

## Verkehr
Aguachica verfügt über einen kleinen Regionalflughafen, den Aeropuerto Hacaritama, von dem aus Charterflüge nach Cúcuta, Bucaramanga und Bogotá angeboten werden. Aguachica liegt an der wichtigen Straßenverbindung Troncal del Magdalena zwischen dem Landesinnern und der Karibikküste.